# فيكتور باكمان (لاعب كرة قدم)
فيكتور باكمان (بالسويدية: Victor Backman) هو لاعب كرة قدم سويدي في مركز الوسط، ولد في 16 مارس 2001. شارك مع منتخب السويد تحت 17 سنة لكرة القدم.